# Goniada paucidens
Goniada paucidens är en ringmaskart som beskrevs av Grube 1878. Goniada paucidens ingår i släktet Goniada och familjen Goniadidae. Inga underarter finns listade i Catalogue of Life.